# 本迪戈羽毛球國際賽
本迪戈羽毛球國際賽（英語：Bendigo International）是第一個在澳大利亞維多利亞州本迪戈設立的國際羽毛球賽事，現為國際挑戰賽（International Challenge）級別，並為大洋洲羽聯巡迴賽的一部份。
賽事設立於2020年，最初為國際系列賽級別（International Series），然因該年爆發2019冠状病毒病疫情，使賽事自設立之初即連續兩年停辦，直到2022年才順利舉行首屆賽事。

## 歷屆優勝者
| 年份 | 男子單打 | 女子單打      | 男子雙打      | 女子雙打           | 混合雙打      |
| ---- | -------- | ------------- | ------------- | ------------------ | ------------- |
| 2020 | 取消舉辦 | 取消舉辦      | 取消舉辦      | 取消舉辦           | 取消舉辦      |
| 2021 | 取消舉辦 | 取消舉辦      | 取消舉辦      | 取消舉辦           | 取消舉辦      |
| 2022 | 林俊易   | 宋碩芸        | 張課琦 柏禮維 | 李佳馨 鄧淳薫      | 張課琦 李芷蓁 |
| 2023 | 牧野桂大 | 許妤欣        | 陳政寬 陳勝發 | 塞特亞納·瑪帕薩 亞 | 陳勝發 林芝昀 |
| 2024 | 小川翔悟 | Tanya Hemanth | 陳政寬 柏禮維 | 許尹鏸 林芝昀      | 高永傑 金羽佳 |

## 腳註